# Rubén Darío
Félix Rubén García Sarmiento, cunoscut sub pseudonimul Rubén Darío (n. 18 ianuarie 1867 - d. 6 februarie 1916) a fost un poet nicaraguan.
Mare liric de limba spaniolă, a fost considerat părintele modernismului hispano-american.

## Biografie
Rubén Darío s-a născut la Metapa, Ciudad Darío, Matagalpa în Nicaragua la 18 ianuarie 1867. A avut o copilărie zbuciumată plină de lipsuri și certuri familiale. La 14 ani începe să scrie și să publice poezie, fiind autodidact. A lucrat mulți ani ca jurnalist în Chile, Argentina, Guatemala sau Costa Rica, apoi ca diplomat. Se întâlnește cu mari poeți hispanoamericani: Julián del Casal, José Martí, Leopoldo Lugones, Rafael Obligado sau Ricardo Jaimes Freyre. Se mută în Europa din 1900, la Madrid și Paris. Via New-York se întoarce în țara sa în 1914, bolnav și părăsit. Moare la Leon pe 6 februarie 1916.
Ca diplomat în Buenos Aires (1893( a devenit liderul noii mișcări numite modernismo.

## Opera

### Poezie
- 1887: Mărăcini („Abrojos”);
- 1888: Azur („Azul”);
- 1896: Proze profane și alte poeme ("Prosas profanas y otras poemas");
- 1905: Cântece de viață și speranță ("Cantos de vida y esperanza");
- 1905: Lebedele și alte poeme ("Los cisnes y otras poemas");
- 1907: Cântecul rătăcitor ("El canto errante");
- 1910: Poeme de toamnă și alte poeme ("Poema del otoño y otras poemas");
- 1914: Cântecul Argentinei și alte poeme ("Canto a la Argentina y otros poemas").

### Proză
- 1904: Pământuri solare ("Tierras solares");
- 1913: Viața lui Rubén Darío scrisă de el insuși ("La vida de Rubén Darío escrita por él mismo").

Rubén Darío a întemeiat revista Mundial.